# SV Norden-Nordwest
Pour les articles homonymes, voir Norden (homonymie).
Maillots
Le SV Norden-Nordwest 1898 est un club allemand de football localisé dans la ville de Berlin.

## Histoire
Le fut fondé en 1898 sous l’appellation Berliner F C des Nordens.
En 1905, ce club fusionna ave le FC Norden-West pour former le FC Norden-Nordwest Berlin. Ce fut sous ce nom que le club remporta d’emblée le championnat de la Märkisches Fussball Bund. Mais dès le premier tour de la phase finale national, il fut sèchement battu (1-9) par le VfB Leipzig.
En 1907, le club fusionna de nouveau, cette fois avec le Teutonia 1903 Schönholz pour former le Sportlichen Verbindung Norden-Nordwest Berlin.
L’année suivante, le club disputa la finale du championnat de la Märkisches Fussball Bund, mais s’inclina (4-3), contre le Berliner TuFC Viktoria 89.
En 1922, le cercle changea son appellation en SV Norden-Nordwest. Cette même année, le cercle fut sacré champion de la Verband Brandenburgischer Ballspielvereine (VBB). Le club élimina le FC Askania Forst (1-0) au premier tour de la phase finale, avant de tomber avec les honneurs (1-0) contre le 1. FC Nuremberg. Le SV NNW s’adjugea la Berlin Verbandspokal cette saison-là.
Jusqu’en 1933, le club resta en permanence dans la plus haute division berlinoise
En 1924 et 1926, le SV Norden-Nordwest 98 disputa la finale de la VBBmais se fit battre par le Berliner TuFC 90 Alemannia puis par le Hertha BSC Berlin. Entre ces deux saisons, en 1925, le club remporta à nouveau la Berlin Verbandspokal.
Après la réforme des compétitions exigées par les Nazis dès leur arrivée au pouvoir en 1933 et la création des Gauligen, le SV Norden-Nordwest 98 quitta la plus haute division berlinoise et ne monta jamais en Gauliga Berlin-Brandenbourg.
En 1944, le SV NNW fut une association de guerre (en Allemand: Kriegsportgemeinschaft - KSG) avec le Berliner FC Meteor 06 pour former la KSG Meteor/NNW.
Après la reddition de l’Allemagne nazie, le club fut dissous par les Alliés, comme tous les clubs et associations allemands. Le cercle fut rapidement reconstitué, en collaboration avec le Hertha BSC sous l’appellation SG Gesundbrunnen. En 1949, le club reprit son appellation SV Norden-Nordwest.
De nos jours, le club compte plus de 600 membres.

## Palmarès
- Champion de la Märkisches Fussball Bund: 1906.
- Champion de la Verband Brandenburgischer Ballspielvereine (VBB): 1922.
- Vainqueur de la Berlin Verbandspokal: 1922 et 1925.

## Personnalités
- Hans-Joachim Altendorff
- Lutz Michael Fröhlich
- Werner Kuhnt
- Otto Montag
- René Renno

## Sources et Liens externes
- Hardy Grüne (2001): Vereinslexikon. Enzyklopädie des deutschen Ligafußballs. Band 7. Kassel: AGON Sportverlag, S. 54  (ISBN 3-89784-147-9)
- Website officiel du SV Norden-Nordwest 98